# ویزای ای‌بی-۵
ویزای EB-5 نوعی روادید برای سرمایه‌گذاران مهاجر به ایالات متحده است که بر اساس قانون مهاجرت ۱۹۹۰ ایجاد شده است. این ویزا روشی برای گرفتن کارت سبز برای افراد خارجی که در ایالات متحده سرمایه‌گذاری کنند فراهم می‌آورد. افراد برای گرفتن این ویزا باید حداقل ۱ میلیون دلار (یا حداقل ۵۰۰ هزار دلار در مناطق حاشیه‌ای با بیکاری بالا) سرمایه‌گذاری کنند و حداقل ده کارگر آمریکایی را حفظ یا استخدام کنند.

## چگونگی دریافت
چهار مرحله کلی وجود دارد که سرمایه گذاران باید برای کسب اقامت دائم ایالات متحده از طریق برنامه روادید EB-5 تکمیل کنند. پس از تکمیل این مراحل، سرمایه گذاران EB-5، همسر و فرزندان مجرد زیر ۲۱ سال آنها اقامت دائم ایالات متحده را دریافت می‌کنند. آنها همچنین می‌توانند ۵ سال پس از اخذ اقامت دائم، شهروندی آمریکا را به دست بیاورند.

### تعیین پروژه
مرحله مقدماتی، پیدا کردن یک پروژه کسب و کار مناسب برای دریافت سرمایه‌گذاری است. این پروژه‌ها به‌طور کلی به شکل شرکت‌های تجاری جدید یا پروژه‌های مرکز منطقه‌ای هستند. مأموران مهاجرت در خارج از کشور اغلب به سرمایه گذاران EB-5 در تعیین پروژه‌ای که به بهترین وجه مناسب نیازهای آن‌ها باشد، کمک می‌کنند. متقاضیان همچنین باید اطمینان حاصل کنند که الزامات درآمد سرمایه‌گذار معتبر را به منظور ادامه روند بررسی ویزا برآورده می‌کنند.

### سرمایه‌گذاری و دادخواست I-526
در مرحله دوم، متقاضیان باید مقدار سرمایه مورد نیاز برای سرمایه‌گذاری در پروژه انتخابی خود را فراهم کنند. این امر به‌طور معمول مستلزم آن است که یک حسابدار اطمینان حاصل کند که مبلغ ۵۰۰٬۰۰۰ یا ۱ میلیون دلار سرمایه‌گذاری شده یا در روند سرمایه‌گذاری در پروژه EB-5 می‌باشد. اغلب این سرمایه‌گذاری‌ها به یک حساب امانی سپرده می‌شوند. سپس یک وکیل مهاجرت، تأییدیه این سرمایه‌گذاری را با واصل کردن یک دادخواست I-526 به USCIS فراهم می‌کند. سازمان شهروندی و مهاجرت ایالات متحده آمریکا به‌طور معمول پس از ۴ تا ۶ ماه پذیرفته شدن یا نشدن دادخواست I-526 را به متقاضیان اطلاع می‌دهد.

### دو سال اقامت دائم مشروط
در مرحله سوم از روند درخواست EB-5 متقاضی باید اقامت دو ساله مشروط ایالات متحده را بگیرد به طوری که بتواند پروژه سرمایه‌گذاری EB-5 خود را به کار بیندازد. سرمایه گذاران EB-5 هنگامی که دادخواست I-526 آنها توسط USCIS تأیید شد واجد شرایط کسب اقامت ایالات متحده می‌شوند. اقامت را می‌توان از یکی از دو راه زیر به دست آورد. اگر سرمایه‌گذار EB-5 در حال حاضر دارای وضعیت قانونی در ایالات متحده باشد، پس باید یک فرم I-485 را برای تنظیم وضعیت خود به اقامت دائم مشروط واصل کند. اگر سرمایه‌گذار در حال حاضر دارای وضعیت ایالات متحده نباشد، پس باید با ارسال یک فرم DS-230 به مرکز ملی روادید برای روادید مهاجرتی تشکیل پرونده دهد و سپس روند کنسولگری یا سفارت ایالات متحده را در کشور خود طی کند. هر دو این مراحل به‌طور معمول نیازمند کمک یک وکیل مهاجرت است و روادید مهاجر نیز به‌طور متوسط بعد از ۶ تا ۱۲ ماه صادر می‌شود.

### اقامت دائم بی قید و شرط و دادخواست I-829
در آخرین مرحله از روند اخذ روادید EB-5، متقاضیان باید اقامت دائم بی قید و شرط را از طریق حذف وضعیت مشروط دو ساله خود کسب کنند. دادخواست I-829 به USCIS 90 روز قبل از سالگرد تاریخ دریافت اقامت مشروط توسط متقاضی تسلیم می‌شود. این درخواست نشان می‌دهد که سرمایه‌گذار تمام الزامات برنامه روادید EB-5 را برآورده کرده است. USCIS اغلب یک گرین کارت دائمی را ۶ تا ۸ ماه بعد از تسلیم I-829 صادر می‌کند. سرمایه‌گذار، همسر و فرزندان مجرد زیر ۲۱ سال وی، پس از آن می‌توانند به‌طور دائم در ایالات متحده زندگی و کار کنند و امکان تبدیل شدن به شهروندان آمریکایی را پس از گذشت یک دوره ۵ ساله از تاریخ دریافت اقامت مشروط اولیه خود دارند.